# UEFA Champions League finalen 2026
UEFA Champions League finalen i 2026 er en fodboldkamp, der bliver spillet 30. maj 2026. Den bliver spillet på Puskás Aréna i Budapest, Ungarn. Den er kulminationen på den 71. sæson i Europas fineste klubturnering for hold arrangeret af UEFA, og den 34. finale siden turneringen skiftede navn fra European Champion Clubs' Cup til UEFA Champions League.
Vinderne har ret til at spille mod vindere af UEFA Europa League 2025-26 i UEFA Super Cup 2026.